# سپرتن (جورجیا)
سپرتن، جورجیا (به انگلیسی: Soperton, Georgia) یک شهر در ایالات متحده آمریکا با جمعیت ۲٬۸۲۴ نفر است که در جورجیا واقع شده‌است.

## موقعیت جغرافیایی
موقعیت جغرافیایی شهرها و مناطق اطراف به شرح زیر است: